# Funkservice International
Funkservice International är ett musikprojekt/band från Skellefteå som spelar elektronisk jazz/lounge/pop med världsmusikinslag. Gruppen bildades 2001 av Adil Fadi och Jonas Persson, och gjorde sin första spelning i samband med Popstad i Skellefteå. Under åren har Funkservice International släppt två skivor på B & B Records  och framför allt spelat utomlands i länder som Förenade Arabemiraten, Italien, Malaysia, Danmark, Kanada och Norge. 
Ett tredje album är för närvarande under produktion.

## Diskografi
- A Post Modern Life (2002)
- Life And Flowers (2003)
- Le Cirque Perdu (2020)
- Post Colonial Funk (2020)